# Tricyphona exoloma
Tricyphona exoloma är en tvåvingeart som först beskrevs av Doane 1900.  Tricyphona exoloma ingår i släktet Tricyphona och familjen hårögonharkrankar. Inga underarter finns listade i Catalogue of Life.